# Chatty Chatty
Chatty Chatty és una cançó del grup jamaicà de ska Toots and the Maytals composta pel líder de la banda Frederick Toots Hibberty publicada el 1980 al seu setzè àlbum Just like That. "Chatty chatty" en llenguatge jamaicà significa "xerraire" o també "xafarder".
La cançó ha estat adaptada pel grup basc de ska Kortatu a la qual van anomenar Sarri, Sarri, cançó més coneguda a l'estat espanyol per alguns. La versió del grup basc fa referència a la fugida de Joseba Sarrionaindia, el qual va ser relacionat (en el judici) amb l'entorn d'ETA, que van empresonar als anys vuitanta i fugí juntament amb un altre pres.